# Wolfgang Jehn
Wolfgang Jehn (* 10. April 1937 in Wiesbaden; † 4. April 2017 in Worpswede) war ein deutscher Komponist.
Jehn studierte Musik in Wiesbaden, Frankfurt am Main und Bremen. Viele Jahre arbeitete er als angestellter Kirchenmusiker in Bremen-Aumund und Bremen. Ab 1975 lebte er als freier Komponist in Worpswede. 1984 gründete er gemeinsam mit Margarete Jehn den Autorenverlag Worpsweder Musikwerkstatt.

## Arbeiten
Jehn schrieb Hörspielmusiken, Musiken zu Fernsehspielen, Lieder, Kinderlieder, Chorwerke, Singspiele, Musik für Akkordeon und Instrumentalstücke für verschiedene Besetzungen (Orff-Schulwerk). Er wurde vor allem durch seine Märchenoper für Kinder Der Kalif Storch (nach dem Märchen von Wilhelm Hauff; Libretto: Margarete Jehn) und durch das Lied von der alten Moorhexe bekannt. Viele Lieder und Instrumentalstücke wurden in Sammlungen anderer Musikverlage in Deutschland, Österreich und der Schweiz veröffentlicht.
Wolfgang Jehn verstarb im Alter von 79 Jahren in Worpswede.

## Preise
- 1986: Terre des Hommes-Kinderhörspielpreis für die Musik zu Assars Abenteuer im Menschenland (Kinderhörspiel von Margarete Jehn)
- 1989: Terre des Hommes-Kinderhörspielpreis für die Musik zu Jenny Ratz und das Glück der Schweine (Kinderhörspiel von Margarete Jehn)
- 1999: Deutscher Schallplattenpreis für die Kinderlieder-CD Was macht die Maus im Sommer